# 가회동 김형태 가옥
가회동 김형태 가옥(嘉會洞 金炯泰 家屋)은 서울특별시 종로구 가회동에 있는 조선시대의 한옥이다. 1999년 7월 10일 서울특별시의 민속문화재 제30호로 지정되었다.

## 개요
이 집은 1938년에 지어졌는데, 1999년 길 확장으로 대지의 일부가 잘려 나가고 높은 축대가 만들어졌다. 이 집이 있는 가회동 16번지는 원래 조선 왕실 궁전으로 대한제국 시대에 종부사장을 지낸 이달용이 소유했던 토지로서, 1930년대에 여러 땅으로 나뉘어 개발되었다. 이 집은 사랑채, 안채, 문간채로 구성되어 있는데, 사랑채는 ㄱ자형, 안채는 ㄷ자형, 문간채는 一자형이다. 이 집은 여러 채로 나뉘어 전통 한옥의 구성을 유지하고 있어서 당시 서울 북촌에 지어진 도시형 한옥에 비하여 규모가 크고 격식이 높다.

이 집의 지붕은 어느 방향에서든 아름다운 자채를 볼 수 있도록 솜씨있게 처리되었고, 추녀가 뽀족하게 솟아오르고 차양이 넓게 뻗어 있는데 그 모습이 당당해 보인다. 문간채의 외벽에 있는 담벼락과 굴뚝의 외관도 돌과 같은 붉은 벽돌을 잘 이용하여 단정해 보인다.
이집은 소규모의 도시형 한옥이 밀접한 북촌마을에 드물게 남아 있는 전통 형식의 한옥이다. 벽돌과 유리, 금속 등의 새로운 재료를 사용한 이집은 1930년대 서울 한옥의 변화된 모습을 살필 수 있는 중요한 자료다.

## 참고 자료
- 김형태가옥 - 국가유산청 국가유산포털